# Giovanni Antonio Montanaro
Giovanni Antonio Montanaro (Crema, XV secolo – XVI secolo) è stato un architetto italiano.

## Biografia

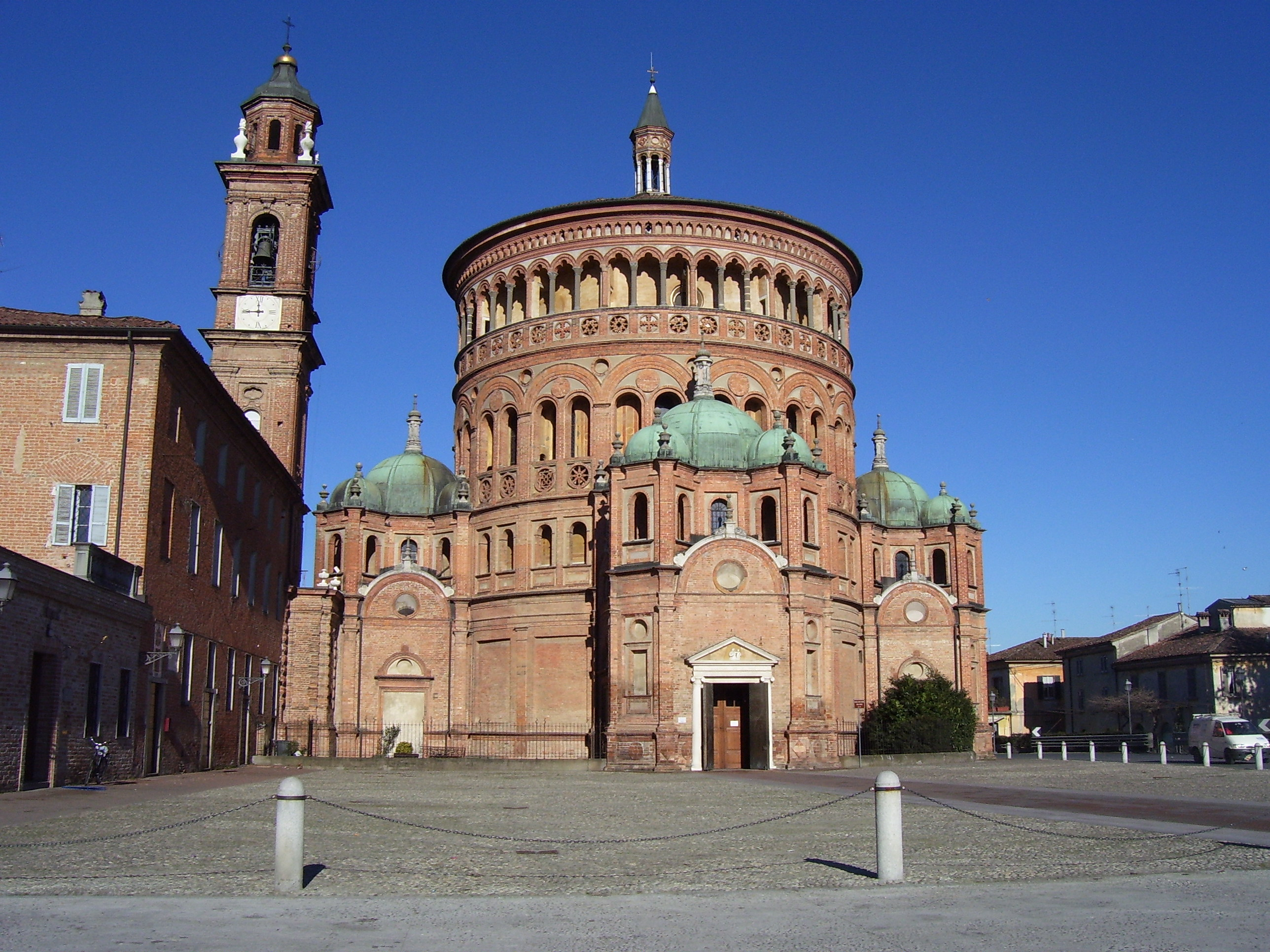
Basilica di Santa Maria della Croce, Crema

Giovanni Antonio Montanaro nacque a Crema nel XV secolo.
In alcuni documento storici è menzionato come "marangone", ossia falegname, però i lavori che eseguì nella sua città natale, dalla demolizione del Palazzo Vecchio alla creazione di una loggia al fianco settentrionale del Duomo, lo resero talmente apprezzato da ottenere la carica di direttore della fabbrica del santuario di Santa Maria della Croce, al posto dell'architetto e ingegnere Giovanni Battagio.
I lavori per la chiesa iniziarono nel 1490, e quando subentrò Montanaro nel 1494 era già quasi tutta costruita, tranne l'ultimo ordine del corpo centrale e la copertura di tutto l'edificio; questi lavori vennero realizzati da Montanaro e ultimati nel 1500.
Montanaro aggiunse anche una sovrapposizione di archi trilobati di stile gotico nella loggia superiore, delle sottili colonne, una copertura conica al posto della libera calotta prevista; queste modifiche si giustificarono con un processo di cambiamento stilistico, non così raro nella tradizione lombarda, su una struttura rinascimentale.
Comunque, l'ordine inserito da Montanaro, migliorò la proporzione della rotonda (Gussalli, 1903), oltre che l'effetto di equilibrio e di armonia tra il vano centrale e gli spazi laterali, donando grazia e gaiezza al corpo cilindrico della costruzione, che diventò uno dei più importanti documenti architettonici del primo rinascimento lombardo, e così venne giudicato da numerosi storici e critici dell'arte contemporanei e posteriori.